# Liszki
Liszki è un comune rurale polacco del distretto di Cracovia, nel voivodato della Piccola Polonia.
Ricopre una superficie di 72,03 km² e nel 2006 contava 15 682 abitanti.